# دیروز (ترانه انریکه)
«دیروز » (به اسپانیایی: Ayer)، (به انگلیسی: Yesterday) نام ترانه‌ای از اولین آلبوم دو زبانه انریکه ایگلسیاس به نام خوشحالی است که در سال ۲۰۱۱ منتشر شد.